# Ceroplastes insulanus
Ceroplastes insulanus är en insektsart som beskrevs av De Lotto 1971. Ceroplastes insulanus ingår i släktet Ceroplastes och familjen skålsköldlöss. Inga underarter finns listade i Catalogue of Life.